# Francis Egerton, 7.º Duque de Sutherland
Francis Ronald Egerton, 7.º Duque de Sutherland (Londres, 18 de fevereiro de 1940) é um nobre britânico da família Egerton.
Sutherland é filho de Cyril Reginald Egerton, neto de Francis Egerton, 3º Conde de Ellesmere. Sua mãe era Mary, filha de Sir Ronald Campbell. Sutherland foi educado em Eton and Royal Agricultural College, Cirencester (Gloucestershire).
Em 21 de julho de 2000, Sutherland sucedeu seu primo de segundo grau como 7º duque de Sutherland e 6º conde de Ellesmere. A maior parte da riqueza de Sutherland está na forma da coleção de arte reunida pelo tio do primeiro duque, Francis Egerton, 3º duque de Bridgewater, que foi herdada pela linhagem Ellesmere da família. Em 2008, ele vendeu Diana e Actaeon de Ticiano para a National Gallery of Scotland e a National Gallery of London por £ 50 milhões.
Ele ficou em 107º lugar no Sunday Times Rich List 2009, com uma riqueza estimada de £ 480 milhões em arte e terras, incluindo Mertoun House e Stetchworth House. Na edição de 2020 da lista, seu patrimônio líquido foi estimado em £ 585 milhões.

## Casamento e descendência
Sutherland casou-se com Victoria Mary Williams, nascida em Newbury em 21 de junho de 1946, filha do major-general Edward Alexander Wilmot Williams e sua esposa Sybilla Margaret Archdale, em Winterborne Monkton, Dorset, em 11 de maio de 1974. Eles têm dois filhos:
- James Granville Egerton, Marquês de Stafford (1975)
- Lord Henry Alexander Egerton (1977)

## Títulos e estilo
- 18 de fevereiro de 1940 - 21 de julho de 2000: Lorde Francis Ronald Egerton
- 21 de julho de 2000 - presente: Sua Graça, o Duque de Sutherland